# Stowarzyszenie Fredriki Bremer
Stowarzyszenie Fredriki Bremer – szwedzka organizacja feministyczna założona w 1884 roku przez Sophie Adlersparre, nazwana na cześć Fredriki Bremer. Stowarzyszenia działa na rzecz równości kobiet i mężczyzn, zwłaszcza poprzez ułatwienie kobietom prowadzenia życia zawodowego i ułatwienie mężczyznom prowadzenia życia rodzinnego, a także przeciwdziałanie stereotypizacji płci w środkach masowego przekazu.